# Rozaliwka (rejon podolski)
Rozaliwka (ukr. Розалівка) – wieś na Ukrainie, w obwodzie odeskim, w rejonie podolskim, w hromadzie Kujalnyk. W 2001 liczyła 266 mieszkańców, spośród których 237 wskazało jako ojczysty język ukraiński, 12 rosyjski, a 17 mołdawski.